# Leptoiulus belgicus
Leptoiulus belgicus är en mångfotingart som först beskrevs av Robert Latzel 1884.  Leptoiulus belgicus ingår i släktet Leptoiulus och familjen kejsardubbelfotingar. Inga underarter finns listade i Catalogue of Life.